# Santa Generosa
Santa Generosa va ser una màrtir cristiana de l'època romana, venerada com a santa juntament amb onze companys màrtirs que moriren amb ella.

## Hagiografia
El 17 de juliol de l'any 180, en temps de l'emperador Còmmode, set cristians i cinc cristianes, dins de les quals hi era la jove Generosa, van ser presentats davant el tribunal de Cartago, a la província romana de l'Àfrica. Interrogats pel procónsul sobre el contingut de la caixa que duien, van respondre: "Els llibres sants i les cartes de San Pau, un home just". No van renunciar a la seua fe i van ser condemnats a morir decapitats per espasa. Els noms dels màrtirs eren: Esperat, Nartzal, Cití, Veturi, Fèlix, Aquilí, Letanci, Genara, Generosa, Vèstia, Donata i Segona.

## Culte
La mort dels dotze Sants Màrtirs Scilitans, com eren coneguts, va originar a la mateixa Cartago un culte del que es fa ressò el mateix Sant Agustí als seus sermons. Durant l'Edat Mitjana les seues relíquies es van difondre per diferents ciutats d'Occident, com ara Toledo, Lió i Roma. A la basílica romana de Sant Joan i Sant Pau, que va acollir part d'aquestes restes, se celebra encara la seua festa el 17 de juliol.

### Santa Generosa a Ademús
Al final del segle xvii va arribar a l'Església arxiprestal de Sant Pere i Sant Pau d'Ademús (València, Espanya) el cos de Santa Generosa per al qual es va aixecar una capella al costat de l'Altar Major.
A la Capella de Santa Generosa de l'arxiprestal d'Ademús es poden admirar diferents pintures murals del segle xviii que desenvolupen els episodis de la seua vida i martiri. També hi ha dues representacions del conegut Miracle del ferrer, que va tindre lloc a la vila en 1733.